# 潮梅戰鬥
潮梅戰鬥發生於1923年5月9日－25日，地點則是在中國粵東北一帶。是北洋政府時期大型戰鬥之一。潮梅戰鬥發生原因是粵軍內鬨。最後，獲得黃大偉支援的林虎，打敗駐守的許崇智重新佔領潮梅及汕頭一帶。

## 參看
- 北洋政府
- 中華民國北洋政府時期內戰戰鬥列表